# Harmanli (obchtina)
Harmanli (bulgare : Харманли) est une obchtina de l'oblast de Haskovo en Bulgarie.